# Djebel Shams
Le djebel Shams, en arabe جبل شمس (« montagne du soleil »), est le point culminant du sultanat d'Oman avec 3 009 mètres d'altitude. Il appartient aux monts Hajar.

## Géographie
Le point culminant du djebel Shams est le sommet nord, occupé par une base militaire et une zone réglementée. D'après le ministère du Tourisme du sultanat d'Oman, ce sommet atteint les 3 009 mètres d'altitude.
Le djebel Shams possède un second sommet, au sud, qui est lui accessible aux randonneurs en empruntant le sentier W4 indiqué par le ministère du Tourisme. Il culmine à 2 997 mètres d'altitude, soit à 12 mètres de moins que le sommet nord.

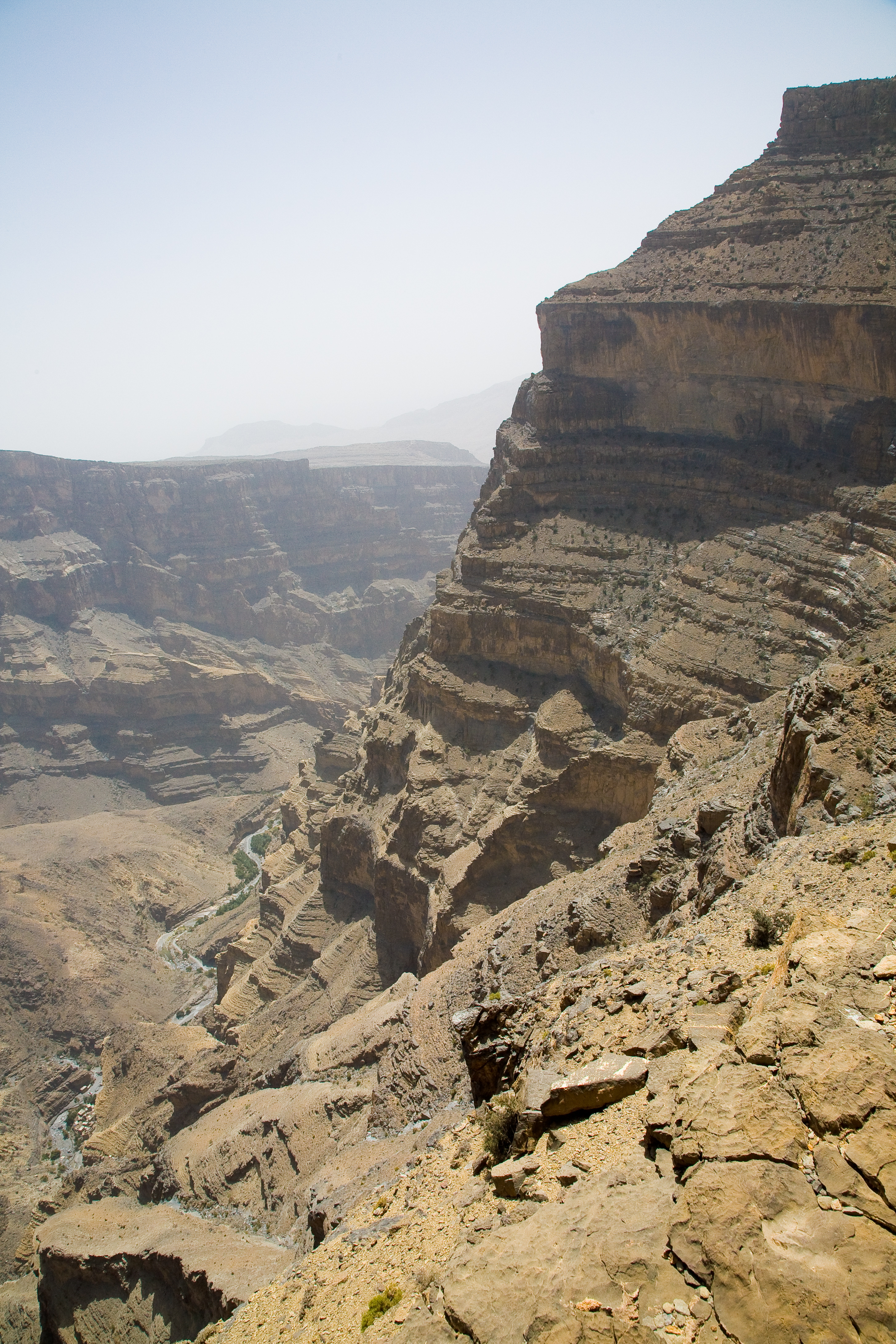
Gorges situées à l'ouest de la montagne.